# Indi Hartwell
Samantha De Martin (ur. 17 sierpnia 1996) – australijska profesjonalna wrestlerka, lepiej znana pod pseudonimem ringowym Indi Hartwell. Występowała w WWE od 2019 do 2024 roku, gdzie byłą posiadaczką NXT Women’s Championship oraz NXT Women’s Tag Team Championship.

## Kariera wrestlerki

### Scena niezależna (2016–2019)
Jako dziewiętnastolatka szkoliła się na wrestlerkę w Professional Championship Wrestling (PCW) Academy w Melbourne, czyli w swoim rodzinnym mieście. W trakcie swojej niezależnej kariery pracowała w takich federacjach, jak SHIMMER, RISE, BattleClub Pro, Riot City Wrestling (RCW), Newcastle Pro Wrestling (Newy Pro), Battle Championship Wrestling (BCW), czy też World Series Wrestling (WSW). Podczas pracy jako niezależna zawodniczka wielokrotnie trzymała mistrzostwa kobiet.

### WWE (2019–2024)

#### Początki (2019–2020)
5 listopada 2019 poinformowano, iż Martin podpisała kontrakt z federacją WWE, która przydzieliła ją do placówki szkoleniowej WWE Preformance Center. Swój pierwszy występ w telewizji zaliczyła podczas battle royal o miano pretendenckie do NXT Women’s Championship, podczas odcinka NXT z dnia 15 stycznia 2020, lecz nie zdołała go wygrać. 20 kwietnia wystąpiła na odcinku Raw, przegrywając z Shayną Baszler, która kontuzjowała jej rękę.

#### The Way i NXT Women’s Tag Team Champion (2020–2021)
15 lipca 2020 na NXT Hartwell odniosła zwycięstwo nad Shotzi Blackheart. Na NXT: Halloween Havoc, podczas meczu o NXT Women’s Championship pomiędzy mistrzynią Io Shirai i pretendentką Candice LeRae, zaingerowała zamaskowana postać, która próbowała pomóc LeRae. Ta jednak przegrała z Shirai, ponieważ Shotzi Blackheart odciągnęła jej uwagę, a postacią okazała się być Hartwell. Później LeRae oraz Hartwell utworzyły sojusz, a następnie dołączyły do Johnny’ego Gargano i Austina Theory, aby utworzyć grupę o nazwie The Way.
Kobieca reprezentacja The Way połączyła siły w damskim turnieju Dusty Rhodes Tag Team Classic, gdzie dotarły do półfinałów i zostały wyeliminowane przez Ember Moon i Shotzi Blackheart. Podczas ćwierćfinałów LeRae i Hartwell były częścią pierwszego meczu kobiet w programie 205 Live, kiedy to pokonały drużynę Cory Jade i Gigi Dolin, 22 stycznia 2021.
Na gali pay-per-view NXT TakeOver: Stand & Deliver reprezentantki The Way podjęły nieudanej próby wygrania NXT Women’s Tag Team Championship od mistrzyń Ember Moon i Shotzi Blackheart. 27 kwietnia zaatakowały mistrzynie, a w następnym tygodniu stoczyły walkę na zasadach street fight o tytuły, gdzie wyszły zwycięsko, wygrywając NXT Women’s Tag Team Championship po raz pierwszy w swoich karierach. 29 czerwca na NXT Io Shirai i Zoey Stark zyskały miano pretendenckie do mistrzostw należących do Hartwell i LeRae, pokonując Dakotę Kai i Raquel González oraz Ember Moon i Shotzi Blackheart. Podczas gali NXT The Great American Bash The Way utraciły swoje tytuły na rzecz Shirai i Stark, kończąc panowanie po 63 dniach.
The Way zostało rozwiązane, wraz z transferem Austina Theory do brandu Raw oraz wygaśnięciem kontraktu Gargano z WWE w grudniu 2021. Kontrakt LeRae również wygasł na początku maja 2022.

#### Współpraca z Persią Pirottą (2021–2022)
W październiku, jeszcze przed ostatecznym rozejściem The Way, Hartwell zawarła współpracę ze swoją dawną partnerką drużynową z australijskiej sceny wrestlingu, Persią Pirottą, by na NXT: Halloween Havoc wyzwać Io Shirai i Zoey Stark o NXT Women’s Tag Team Championship w Triple Threat ladder matchu, którego częścią była również zwycięska drużyna Toxic Attraction, składająca się z Gigi Dolin i Jacy Jayne.
W lutym Hartwell i Pirotta bezskutecznie zmagały się z Toxic Attraction o dzierżawione przez nie tytuły na NXT: Vengeance Day. Niedługo potem obie sojuszniczki wdały się w mały spór, w który zamieszani byli ich ekranowi kochankowie; telewizyjny mąż Hartwell, Dexter Lumis, oraz Duke Hudson, partner Pirotty. Hartwell odniosła zwycięstwo nad swoją partnerką 15 marca na odcinku NXT 2.0.
Pod koniec kwietnia Pirotta została zwolniona z WWE.

#### NXT Women’s Champion (2022–2023)
17 maja ukazano promocję z udziałem Hartwell, która wyzywa posiadaczkę NXT Women’s Championship Mandy Rose na pojedynek. Tydzień później na NXT 2.0 uległa Rose, debiutując z nowym motywem wejściowym. Podczas NXT Deadline rywalizowała w pierwszym w historii Iron Survivor Challenge'u, który ostatecznie wygrała Roxanne Perez. 
W styczniu następnego roku, podczas gali Royal Rumble, brała udział w swoim pierwszym Royal Rumble matchu, będąc jego uczestniczką przez około 4 minuty, zanim została wyeliminowana przez Sonyę Deville.
28 marca na odcinku NXT pokonała Sol Rucę i Ivy Nile, wskutek czego zakwalifikowała się do ladder matchu o NXT Women’s Championship na NXT Stand & Deliver. Podczas wydarzenia udało jej się pokonać pięć pozostałych uczestniczek, wygrywając swoje pierwsze singlowe mistrzostwo w karierze. Zdołała obronić wyróżnienie dwukrotnie: przeciwko Zoey Stark na NXT z 4 kwietnia oraz 25 kwietnia w walce z Tiffany Stratton i Roxanne Perez na Spring Breakin', zanim została zmuszona do rezygnacji z mistrzostwa po 31 dniach panowania, na skutek doznanej kontuzji i przeniesienia do brandu Raw w ramach Draftu.

#### Raw i reformacja The Way (2023–2024)
Hartwell zadebiutowała w brandzie Raw 8 maja, występując za kulisami w segmencie z dawnymi członkami The Way – Candice LeRae, Johnnym Gargano oraz Dexterem Lumisem, łącząc się z nimi ponownie jako drużyna. 3 lipca stoczyła swój pierwszy pojedynek od doznania kontuzji, łącząc siły z LeRae w gauntlet matchu, mającym na celu wyłonić pretendentki do walki z Liv Morgan i Raquel Rodriguez o WWE Women’s Tag Team Championship. Zostały wyeliminowane z konkurencji przez Chelsea Green i Sonyę Deville.

## Życie osobiste
De Martin jest pochodzenia włoskiego i chilijskiego. Uznaje Trish Stratus, Undertakera, Jeffa Hardy’ego, Reya Mysterio oraz Eddiego Guerrero jako swoje inspiracje.

## Mistrzostwa i osiągnięcia
- Battle Championship Wrestling
  - BCW Women’s Championship (1 raz)[35]
  - Zwyciężczyni turnieju o BCW Women’s Championship[35]
- Newcastle Pro Wrestling
  - Newy Pro Women’s Championship (1 raz)[36]
  - Queen Of The Castle 2018[37]
- Pro Wrestling Illustrated
  - Miejsce 83 ze 100 najlepszych wrestlerek na liście PWI Women’s 100 w 2020 roku
- Riot City Wrestling
  - RCW Women’s Championship (1 raz)[38]
- World Series Wrestling
  - WSW Women’s Championship (1 raz, obecnie)[39]
- WWE
  - NXT Women’s Championship (1 raz)[40]
  - NXT Women’s Tag Team Championship (1 raz) – z Candice LeRae[41]